# آدولفو ماچادو
آدولفو ماچادو (انگلیسی: Adolfo Machado؛ زادهٔ ۱۴ فوریهٔ ۱۹۸۵) بازیکن فوتبال اهل پاناما است.
از باشگاه‌هایی که در آن بازی کرده‌است می‌توان به هیوستون دینامو اشاره کرد.